# 25 квітня (футбольний клуб)
«25 квітня» — північнокорейський футбольний клуб з міста Пхеньян. Клуб названий на честь заснування Корейської народної армії. 10-кратний чемпіон КНДР.
На чемпіонаті світу 2010 сім футболістів збірної КНДР представляли клуб «25 квітня».